# زوران وارودیک
زوران وارودیک (انگلیسی: Zoran Varvodić؛ زادهٔ ۲۶ دسامبر ۱۹۶۳) بازیکن سابق فوتبال اهل کرواسی است که در پست دروازه‌بان بازی می‌کرد.